# Santa Maria d'Avellanos
Santa Maria d'Avellanos és l'església parroquial romànica del poble d'Avellanos, pertanyent a l'antic terme de Benés, de l'Alta Ribagorça i a l'actual de Sarroca de Bellera, del Pallars Jussà. L'església es troba a la part més alta del poble.
No es tenen notícies d'aquesta església abans del segle xiv. Apareix en un capbreu llevador de Susterris. En aquella època era dins de la baronia d'Erill.
Tot i ser una obra clarament d'origen romànic, les transformacions posteriors l'han deformada notablement. Hi foren afegides capelles laterals, al nord i al sud, un porxo a ponent, semblant al de Sant Corneli de Buira, poble proper, i un campanar quadrat al sud-est, que té la característica d'estar al biaix respecte de la nau.
L'obra original, que encara es pot reconèixer, és la més característica del romànic: nau única coberta amb volta de canó, amb absis semicircular a llevant que s'obre a la nau a través d'un arc triomfal. Una finestra de doble biaix s'obre en el centre de l'absis, i una altra finestra semblant apareix en la capella meridional, que és posterior, la qual cosa vol dir que es va reaprofitar de l'emplaçament original.
Per dintre, està totalment emblanquinada. A l'exterior, els fragments de mur originals permeten veure uns carreus petits, allargassats i irregulars, disposats en filades horitzontals, però poc uniformes. Tot plegat porta a veure-hi una obra del segle xii, però rústega.